# La carga de la policía montada
La carga de la policía montada es una película de aventuras wéstern española de 1964 dirigida por Ramón Torrado, escrita por Bautista Lacasa Nebot, con música de Daniel White y protagonizada por Alan Scott, Frank Latimore y Diana Lorys. Si bien está ambientada en Canadá, ha sido caracterizada por su énfasis en el patriotismo durante el período tardío de la dictadura franquista.

## Argumento
En un fuerte situado en tierras remotas del Canadá, dos hombres se enfrentan por una mujer. En adición, de uno de ellos está enamorada una joven india.

## Reparto
- Alan Scott como el comandante inspector John Bedford.
- Frank Latimore como el cabo Paul White.
- Diana Lorys como Flor de las Montañas.
- Mary Silvers como Valerie Jackson.
- Alfonso Rojas como el sargento Custer.
- Bernabe Barta Barri como el trampero Don Halsey.
- Rufino Inglés
- Fernando Bilbao como Brighton.
- Rafael Hernández como Scout Adams.
- Tito García como el comerciante de pieles Peter Barton.
- José Truchado como Jefe Oso Pardo.
- Juan Cortés como el tendero Jackson.
- Xan das Bolas
- Alfonso de la Vega como el trampero John.
- Luis Bar Boo como trampero.
- Guillermo Méndez como coronel McCloud.
- Javier Inglés
- Antonio Moreno
- Ricardo G. Lilló
- Frank Braña